# Estação Santa Rosa (Metrô de Santiago)
A Estação Santa Rosa é uma das estações do Metrô de Santiago, situada em Santiago, entre a Estação La Granja e a Estação San Ramón. Faz parte da Linha 4A.
Foi inaugurada em 16 de agosto de 2006. Localiza-se no cruzamento da Rodovia Vespucio Sur com a Avenida Santa Rosa. Atende as comunas de La Granja e San Ramón.
Espera-se que até 2030 esta estação seja uma futura combinação com a Linha 9.